# Comtat d'Avallon
El comtat d'Avallono Avalois fou una jurisdicció feudal de Borgonya que va tenir Manassès I el Vell el qual fou comte de Condroz, de Ne, d'Atuyer, d'Auxois, d'Avalois o Avallon, de Beaune, de Chalon sur Saône, de Duesmois, d'Oscheret (887-918), senyor de Vergy (893-918), i comte de Langres (894-918) i es va casar amb Ermengarda de Provença, filla de Bosó III de Provença, rei de la Borgonya Cisjurana. Manassès va morir el 918. El títol comtal a Avallon no s'esmenta més. El 931 la ciutat estava en mans de Gislebert, cunyat del Raül de Borgonya; aquest va ocupar Avallon i la va incorporar al comtat d'Auxerre.